# Kanton Villeréal
Kanton Villeréal (francouzsky Canton de Villeréal) je francouzský kanton v departementu Lot-et-Garonne v regionu Akvitánie. Tvoří ho 13 obcí.

## Obce kantonu
- Bournel
- Dévillac
- Doudrac
- Mazières-Naresse
- Montaut
- Parranquet
- Rayet
- Rives
- Saint-Étienne-de-Villeréal
- Saint-Eutrope-de-Born
- Saint-Martin-de-Villeréal
- Tourliac
- Villeréal